# Monterrey Open 2022
Monterrey Open 2022, oficiálně se jménem sponzora Abierto GNP Seguros 2022, byl tenisový turnaj pořádaný jako součást ženského okruhu WTA Tour, který se odehrával v areálu Clubu Sonoma na otevřených dvorcích s tvrdým povrchem. Konal se mezi 28. únorem až 6. březnem 2022 v mexickém Monterrey jako třináctý ročník turnaje.
Turnaj s rozpočtem 276 250 dolarů patřil do kategorie WTA 250. Nejvýše nasazenou ve dvouhře se stala patnáctá tenistka světa Elina Svitolinová z Ukrajiny, kterou ve čtvrtfinále vyřadila pozdější finalistka Camila Osoriová. V důsledku invaze Ruska na Ukrajinu na konci února 2022 řídící organizace tenisu ATP, WTA a ITF s grandslamy rozhodly, že ruští a běloruští tenisté mohou dále na okruzích startovat, ale do odvolání nikoli pod vlajkami Ruska a Běloruska.
Druhý singlový titul na okruhu WTA Tour vybojovala 19letá Kanaďanka Leylah Fernandezová, čímž obhájila trofej z roku 2021. Čtyřhru ovládly Američanky Catherine Harrisonová a Sabrina Santamariová, které získaly premiérové tituly na túře WTA.

## Rozdělení bodů a finančních odměn

### Rozdělení bodů
| Soutěž  | vítězky | finalistky | semifinalistky | čtvrtfinalistky | 16 v kole | 32 v kole | Q  | Q2 | Q1 |
| ------- | ------- | ---------- | -------------- | --------------- | --------- | --------- | -- | -- | -- |
| dvouhra | 280     | 180        | 110            | 60              | 30        | 1         | 18 | 12 | 1  |
| čtyřhra | 280     | 180        | 110            | 60              | 1         | —         | —  | —  | —  |

### Finanční odměny
| dvouhra                               | 31 000 $ | 18 037 $ | 10 800 $ | 5 800 $ | 3 675 $ | 2 675 $ | 1 950 $ | 1 270 $ |
| čtyřhra                               | 10 800 $ | 6 300 $  | 3 800 $  | 2 300 $ | 1 750 $ | —       | —       | —       |
| částky ve čtyřhře jsou uváděny na pár |          |          |          |         |         |         |         |         |

## Ženská dvouhra

### Nasazení
| Stát                          | Hráčka                    | WTA | Nasazení |
| ----------------------------- | ------------------------- | --- | -------- |
| Ukrajina                      | Elina Svitolinová         | 15. | 1.       |
| Kanada                        | Leylah Fernandezová       | 19. | 2.       |
| USA                           | Madison Keysová           | 29. | 3.       |
| Španělsko                     | Sara Sorribesová Tormová  | 32. | 4.       |
| Kolumbie                      | Camila Osoriová           | 45. | 5.       |
| Španělsko                     | Nuria Párrizasová Díazová | 47. | 6.       |
| USA                           | Sloane Stephensová        | 57. | 7.       |
| USA                           | Ann Liová                 | 58. | 8.       |
| Žebříček WTA k 21. únoru 2022 |                           |     |          |

### Jiné formy účasti
Následující hráčky obdržely divokou kartu do hlavní soutěže:
- Emma Navarrová
- Marcela Zacaríasová
- Renata Zarazúová

Následující hráčka obdržela zvláštní výjimku:
- Wang Čchiang

Následující hráčky postoupily z kvalifikace:
- Sara Erraniová
- Dalma Gálfiová
- Jule Niemeierová
- Diane Parryová
- Harmony Tanová
- Viktorija Tomovová

Následující hráčky postoupily z kvalifikace jako šťastné poražené:
- Lucia Bronzettiová
- Seone Mendezová

### Odhlášení
před zahájením turnaje
- Anhelina Kalininová → nahradila ji  Wang Sin-jü
- Anna Kalinská → nahradila ji  Lucia Bronzettiová
- Magda Linetteová → nahradila ji  Magdalena Fręchová
- Anastasija Pavljučenkovová → nahradila ji  Panna Udvardyová
- Rebecca Petersonová → nahradila ji  Heather Watsonová
- Julia Putincevová → nahradila ji  Marie Bouzková
- Emma Raducanuová → nahradila ji   Kamilla Rachimovová
- Sloane Stephensová → nahradila ji  Seone Mendezová
- Ajla Tomljanovićová → nahradila ji  Anna Karolína Schmiedlová

## Ženská čtyřhra

### Nasazení
| Stát                                                                      | Hráčka                | Stát     | Hráčka              | WTA  | Nasazení |
| ------------------------------------------------------------------------- | --------------------- | -------- | ------------------- | ---- | -------- |
| Francie                                                                   | Elixane Lechemiová    | USA      | Ingrid Neelová      | 146. | 1.       |
|                                                                           | Anastasija Potapovová |          | Kamilla Rachimovová | 161. | 2.       |
| Japonsko                                                                  | Nao Hibinová          | Japonsko | Miju Katová         | 172. | 3.       |
| USA                                                                       | Kaitlyn Christianová  |          | Lidzija Marozavová  | 183. | 4.       |
| Žebříček WTA k 21. únoru 2022; číslo je součtem umístění obou členek páru |                       |          |                     |      |          |

### Jiné formy účasti
Následující páry obdržely divokou kartu do hlavní soutěže:
- Fernanda Contrerasová /  Marcela Zacaríasová
- Bianca Fernandezová /  Leylah Fernandezová

### Odhlášení
před zahájením turnaje
- Rebecca Petersonová /   Anastasija Potapovová → nahradily je   Anastasija Potapovová /   Kamilla Rachimovová
- Darja Savilleová /  Storm Sandersová → nahradily je  Emina Bektasová /  Tara Mooreová
- Sü I-fan /  Jang Čao-süan → nahradily je  Majar Šarífová /  Heather Watsonová

## Přehled finále

### Ženská dvouhra
- Leylah Fernandezová vs.  Camila Osoriová, 6–7(5–7), 6–4, 7–6(7–3)

### Ženská čtyřhra
- Catherine Harrisonová /  Sabrina Santamariová vs.  Chan Sin-jün /   Jana Sizikovová, 1–6, 7–5, [10–6]